# Želetava (planetka)
(9711) Želetava je planetka z hlavního pásu asteroidů, byla objevena 7. srpna 1972 švýcarskými astronomy Paulem Wildem a Ivem Baueršímou na observatoři Zimmerwald nedaleko Bernu.
Dle pytagorejského vztahu 13:12:5, s ohledem na čísla planetek (8964) Corax a (3735) Třeboň, je Želetava pojmenována podle moravského města Želetava poblíž středu přepony podobného trojúhelníku s kratší odvěsnou se středem v Třeboni a delší odvěsnou probíhajícím Vranovem nad Dyjí a rakouským městem Raabs an der Thaya.